# Dirección General de Diversidad Familiar y Servicios Sociales
La Dirección General de Diversidad Familiar y Servicios Sociales es el órgano directivo del Ministerio de Derechos Sociales, Consumo y Agenda 2030, adscrito a la Secretaría de Estado de Derechos Sociales, que se encarga de la prestación de los servicios sociales competencia de la Administración General del Estado así como de la política de ésta en relación con las familias.

## Funciones
Son funciones de esta Dirección General:
1. El impulso, análisis, elaboración, coordinación y seguimiento de políticas, planes, estrategias y programas de actuación en materia de lucha contra la pobreza y la exclusión social, el pueblo gitano, servicios sociales, Tercer Sector de Acción Social y el voluntariado, la protección y de promoción de las familias y su diversidad, sin perjuicio de las competencias de la Subsecretaría y de otros Departamentos en la materia.
2. La elaboración de estudios, estadísticas e informes en materia de lucha contra la pobreza y la exclusión social, el pueblo gitano, servicios sociales, tercer sector y voluntariado, y apoyo a las familias.
3. El impulso y gestión de órganos colegiados para el análisis, debate y propuestas en materia de políticas públicas vinculadas con la lucha contra la pobreza y la exclusión social, el pueblo gitano, servicios sociales, Tercer Sector de Acción Social y el voluntariado, la protección y promoción de las familias y su diversidad.
4. Las relaciones con la Unión Europea y organismos extranjeros e internacionales y la colaboración técnica en los programas de cooperación internacional relativos a la lucha contra la pobreza y la exclusión social, el pueblo gitano, servicios sociales, Tercer Sector de Acción Social y el voluntariado, la protección y promoción de las familias y su diversidad, sin perjuicio de las funciones de dirección y coordinación de la Dirección General de Agenda 2030, en colaboración con otros Departamentos y, en particular, con los de Inclusión, Seguridad Social y Migraciones y de Juventud e Infancia.
5. El análisis de la normativa relativa a la lucha contra la pobreza y la exclusión social, el pueblo gitano, servicios sociales, Tercer Sector de Acción Social y el voluntariado, la protección y promoción de las familias y su diversidad, y, en su caso, la propuesta de normativa en las materias de su competencia, sin perjuicio de las competencias de la Secretaría General Técnica.
6. El impulso y la coordinación de políticas públicas para la promoción y mejora de las condiciones de vida del pueblo gitano en España.
7. El impulso y la coordinación de políticas públicas para la erradicación del sinhogarismo en España.
8. La promoción del sistema de servicios sociales y la gestión del sistema estatal de información de servicios sociales.
9. La formación de profesionales de servicios sociales de atención primaria y especializada.
10. El diálogo civil con las entidades del Tercer Sector de Acción Social en los ámbitos de la lucha contra la pobreza y la exclusión social, la promoción del pueblo gitano, el sinhogarismo, el voluntariado y las representativas de las familias en su diversidad.
11. El impulso y desarrollo del Tercer Sector de Acción Social en su conjunto, así como del voluntariado social.
12. La convocatoria y gestión de subvenciones del tramo estatal con cargo a la asignación tributaria para fines sociales del Impuesto sobre la Renta de las Personas Físicas y del Impuesto de Sociedades y las herencias abintestato a favor de la Administración General del Estado, así como la definición del régimen básico de las subvenciones destinadas a fines de interés social con cargo a la asignación tributaria del Impuesto sobre la Renta de las Personas Físicas y del Impuesto de Sociedades gestionadas por las comunidades autónomas.
13. La gestión de otras subvenciones a entidades del Tercer Sector de ámbito estatal en el ámbito de competencias de esta Dirección General, y la gestión de subvenciones de programas en el marco europeo.
14. El reconocimiento de las cualificaciones profesionales expedidas en los Estados miembros de la Unión Europea y en los signatarios del Acuerdo sobre el Espacio Económico Europeo que facultan para el ejercicio de la profesión de Diplomado/Graduado en Trabajo Social en España. Ello sin perjuicio de las competencias del Ministerio de Ciencia, Innovación y Universidades en materia de reconocimiento de títulos y cualificaciones profesionales.

## Historia

### Antecedentes y primeros años
Desde la creación del Ministerio del Interior (entonces de Gobernación del Reino) en 1812, se le asignaron las competencias gubernamentales en relación con la beneficencia; de esta forma, el Estado garantizaba unos servicios sociales mínimos para atender a los más desfavorecidos. Estas competencias, llevadas a cabo junto con las administraciones locales, se fueron institucionalizando a finales de la década de 1840.

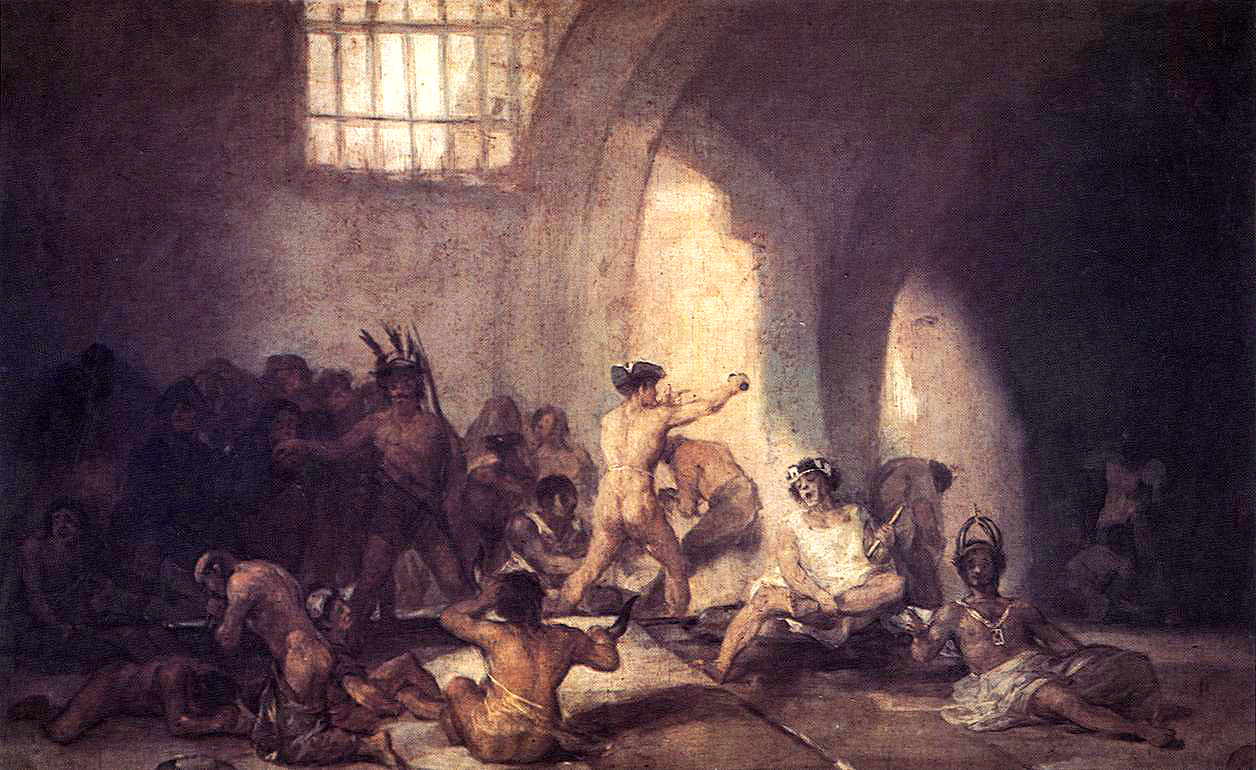
Casa de locos, cuadro de Goya que muestra un manicomio de principios del.

En concreto, por Real Decreto de 10 de marzo de 1847, se creó la Dirección General de Beneficencia, Corrección y Sanidad, que aglutinó las competencias sobre el sistema de beneficencia, los asuntos sanitarios y los penitenciarios. Los asuntos de sanidad y beneficencia estarán estrechamente ligados hasta principios del siglo XX, con algunas excepciones (entre 1852 y 1853, de 1865 a 1866 y entre 1870 a 1871 estuvieron separados) y en algunos periodos también a prisiones.
En junio de 1849 se aprobó la ley sobre establecimientos de beneficencia (en vigor hasta 1994). Esta ley diferenció entre establecimientos públicos y privados (básicamente en función de la procedencia del capital y con la debida autorización los segundos) y, además, dividió los públicos en tres tipos: generales, provinciales y municipales (en función de la naturaleza de los servicios que prestaban y del origen de los fondos que los sostenían), confirmó la dirección del sistema de beneficencia al Gobierno nacional y creó un sistema de juntas de beneficencia repartidas por todo el territorio nacional con una Junta General en Madrid.
Para el año 1852, el sistema estatal de beneficencia comprendía las «casas de locos, decrépitos e impedidos, expósitos, maternidad, huérfanos y desamparados, colegios de educandas, montes de piedad, cajas de ahorros, calamidades y socorros públicos, auxilios individuales a súbditos españoles y extranjeros dentro y fuera del reino, los hospitales de todos los niveles administrativos, las casas de hospitalidad pasajera y hospitalidad domiciliaria, médicos y boticarios asignados a las parroquias, inspección de hospitales y resto de establecimientos dedicados a la beneficencia, casas de misericordia y de refugio, socorros domésticos, lactancia domiciliara, enseñanzas que se pudieran dar en las casas de beneficencia, estadísticas de establecimientos, de la mendicidad y medios de disminuirla y, en general, todas las labores e industrias relacionadas».
Con idas y venidas se mantuvo hasta 1892. Ese año se suprimió el órgano, pasando las funciones de beneficencia a la Dirección General de Administración. A pesar de la falta de un órgano directivo, la legislación relativa a la beneficencia continuó consolidándose con normas como la instrucción de 1899 o 1908.

### Beneficencia en elsigloXX
Durante las primeras décadas del siglo XX, los servicios de beneficencia siguieron integrados en la Dirección General de Administración. En 1919, el entonces ministro de Gobernación, Manuel de Burgos y Mazo, consideró que la relevancia que estaban adquiriendo los servicios de asistencia social del Estado requerían de un órgano directivo propio que atendiese dichos asuntos. Además de confirmar los postulados de la ley de 1849, el Real Decreto de 17 de octubre de 1919 recuperaba la Dirección General de Beneficencia y concretaba las funciones del Gobierno en relación con la beneficencia, a saber:

Art. 2.º. En dichas Instituciones o Establecimientos corresponderá al Gobierno:
a) La superior dirección de los Establecimientos benéficos y la inspección de las Instituciones de tal clase de carácter general.
b) La alta inspección que las leyes le encomienden en la Beneficencia provincial y municipal 
c) El ejercicio del Protectorado en la Beneficencia particular.
Art. 3.º. Serán funciones propias del Gobierno en la Beneficencia general:
a) Ejercer la tutela, la alta inspección y la dirección de los Establecimientos generales de Beneficencia y de las Instituciones benéficas creadas y reglamentas por el Estado.
b) Crear, suprimir y agregar Establecimientos de Beneficencia general, según las necesidad o conveniencias del servicio.
c) Entender en la aprobación de presupuestos y cuentas anuales de dichos Establecimientos.
d) Intervenir en la contratación de obras de reparación o nueva construcción que sean necesarias o convenientes en los Establecimientos de Beneficencia general.
e) Realizar los trabajos y estudios necesarios para la reforma de la legislación en materia de beneficencia.
f) Y, en general, acordar cuanto sea necesario para la dirección e inspección de la Beneficencia general.
Art. 4.º. Corresponde al Gobierno, en cuanto a la Beneficencia provincial y municipal, la alta inspección que las leyes le encomienden, para corregir las deficiencias o abusos que puedan cometerse en perjuicio de los acogidos en los Establecimientos, y vigilar el estado higiénico y sanitario de los mismos, adoptando las medidas urgentes que fueren absolutamente indispensables a corregir las deficiencias o abusos que puedan influir en la salud pública, dando cuenta a quien corresponda, para la resolución definitiva que proceda; pero sin limitar, ni intervenir en la dirección económico-administrativa que corresponda a las Diputaciones provinciales o a los Ayuntamientos.
Art. 5.º. En cuanto a la Beneficencia particular, corresponderá al Gobierno el ejercicio del Protectorado que abarcará las siguientes funciones:
a) Vigilar el cumplimiento de la voluntad de los fundadores de instituciones benéficas, tanto por parte de los organismos auxiliares del Protectorado como por las Juntas de patronos, administradores y demás representantes legítimos de las fundaciones, al efecto de que sea cumplida la voluntad de aquellos en lo que interesa a personas indeterminadas.
b) Transformar, agregar y segregar Fundaciones por iniciativa propia o en cumplimiento de voluntad privada, modificarlas en armonía con las nuevas conveniencias sociales y suplir evidentes omisiones de los fundadores.
 c) Cuidar de que en ningún caso estén inactivas las rentas de bienes de Fundaciones benéficas, aplicando al efecto los fondos sobrantes o de objeto caducado, a otro servicio inexcusablemente benéfico.
 d) Invertir en atenciones benéficas rentas de Fundaciones que no cumplan sus fines, por ser insuficiente su dotación o por cualquier otra causa.
e) Amparar a los patronos en el ejercicio de sus funciones y proteger los bienes de las instituciones benéficas.
f) Imponer las correcciones oportunas a los representantes legítimos de las Instituciones benéficas dentro de los límites y con los requisitos que las disposiciones legales establecen.
 g) Examinar y aprobar o reparar, en su caso, los presupuestos y las cuentas de todas las Instituciones benéficas.
h) Entender en cuanto se relaciona tanto en la investigación de Fundaciones benéficas como en lo que se refiere a los bienes de este carácter, evitando que éstos sean detentados y que unas y otros se sustraigan a la acción del Protectorado, y promover el ejercicio de cuantas acciones sean necesarias ante los Tribunales ordinarios o de otro orden en defensa de los intereses de las Instituciones benéficas.
i) Realizar, por medio de sus funcionarios, las visitas de inspección que se acuerden.
j) Adicionar, rectificar y refundir la Estadística y los Índices de la Beneficencia de España.
k) Crear y sostener el "centro general de informaciones" para servicio público, a fin de facilitar, en cada caso, la realización del servicio benéfico que se reclame.
l) Adoptar las medidas de carácter general que sean convenientes y cumplir todo aquello que se halle establecido o se establezca para el ejercicio del Protectorado en la Beneficencia particular; así como ejercitar cuantas facultades sean necesarias para lograr que sea cumplida, en cada caso, la voluntad de los fundadores.
Madrid, 17 de octubre de 1919. Alfonso XIII (refrendado por Manuel de Burgos y Mazo)

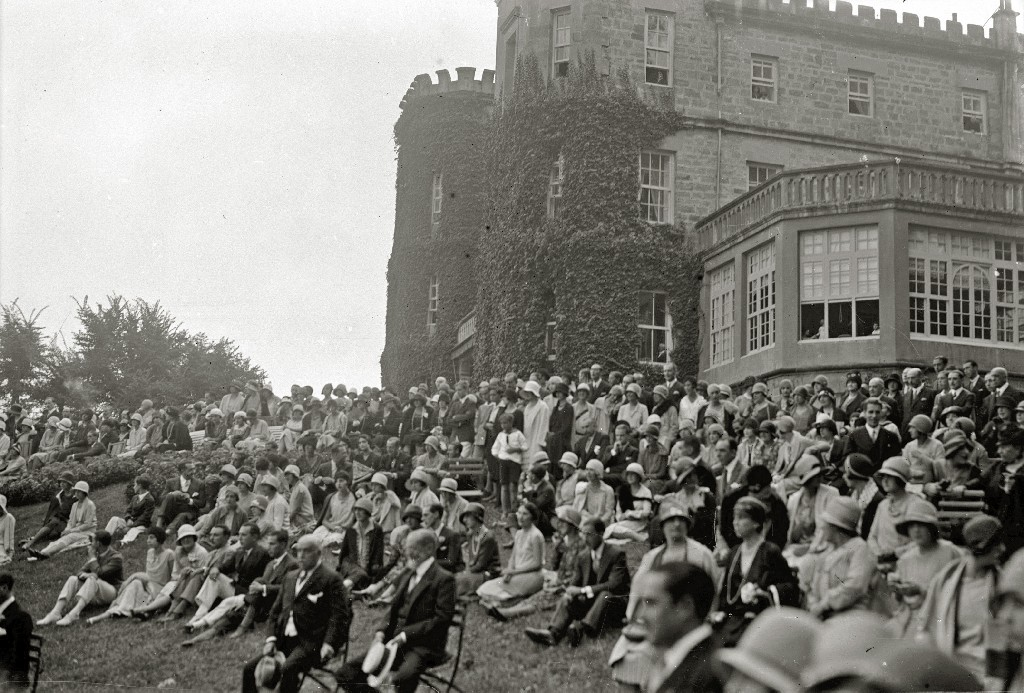
Fiesta de la beneficencia en San Sebastián. 1928.

De nada sirvió este decreto. Dos meses después, Burgos y Mazo abandonó la cartera sin llegar a desplegar sus medias y el nuevo ministro mantuvo la estructura que hasta entonces tenía.
Para que los planes de Burgos se cumplieran, habría que esperar otra década más. Ya en la Segunda República, por ley de 14 de septiembre de 1932 se recupera la Dirección General de Beneficencia, asumiendo las competencias de la Dirección General de Administración organizándose mediante tres secciones: beneficencia general; beneficencia particular; y Centro general de Informaciones, Inspección y Estadística de Beneficencia.
En la guerra civil y posterior dictadura, el bando franquista tuvo el Servicio Nacional de Beneficencia y Obras Sociales, posterior Dirección General, que se mantuvo durante todo el periodo dictatorial.
En 1967, los servicios que comprendía este órgano directivo se integraron en la Dirección General de Política Interior. En 1974, las competencias en Asistencia Social se desligaron recuperándose una dirección general para estos asuntos y, perdiendo por tanto, la subdirección general de asistencia social. Al mismo tiempo, se creó en el Ministerio de Trabajo una Dirección General de Servicios Sociales. Ambos órganos se unificaron en 1977, bajo el paraguas del Ministerio de Trabajo.

### De Beneficencia a Servicios Sociales
Con la transición a la democracia, estos servicios asistenciales del Estado fueron en aumento y el concepto beneficencia se fue perdiendo. En 1977, se crea el Ministerio de Sanidad y Seguridad Social que asume las competencias en asistencia social. Asimismo, durante esta época se inician las transferencias de competencias a las regiones españolas y con el desarrollo de la Seguridad Social moderna, muchas de sus competencias también son asumidas por las entidades gestoras de esta.

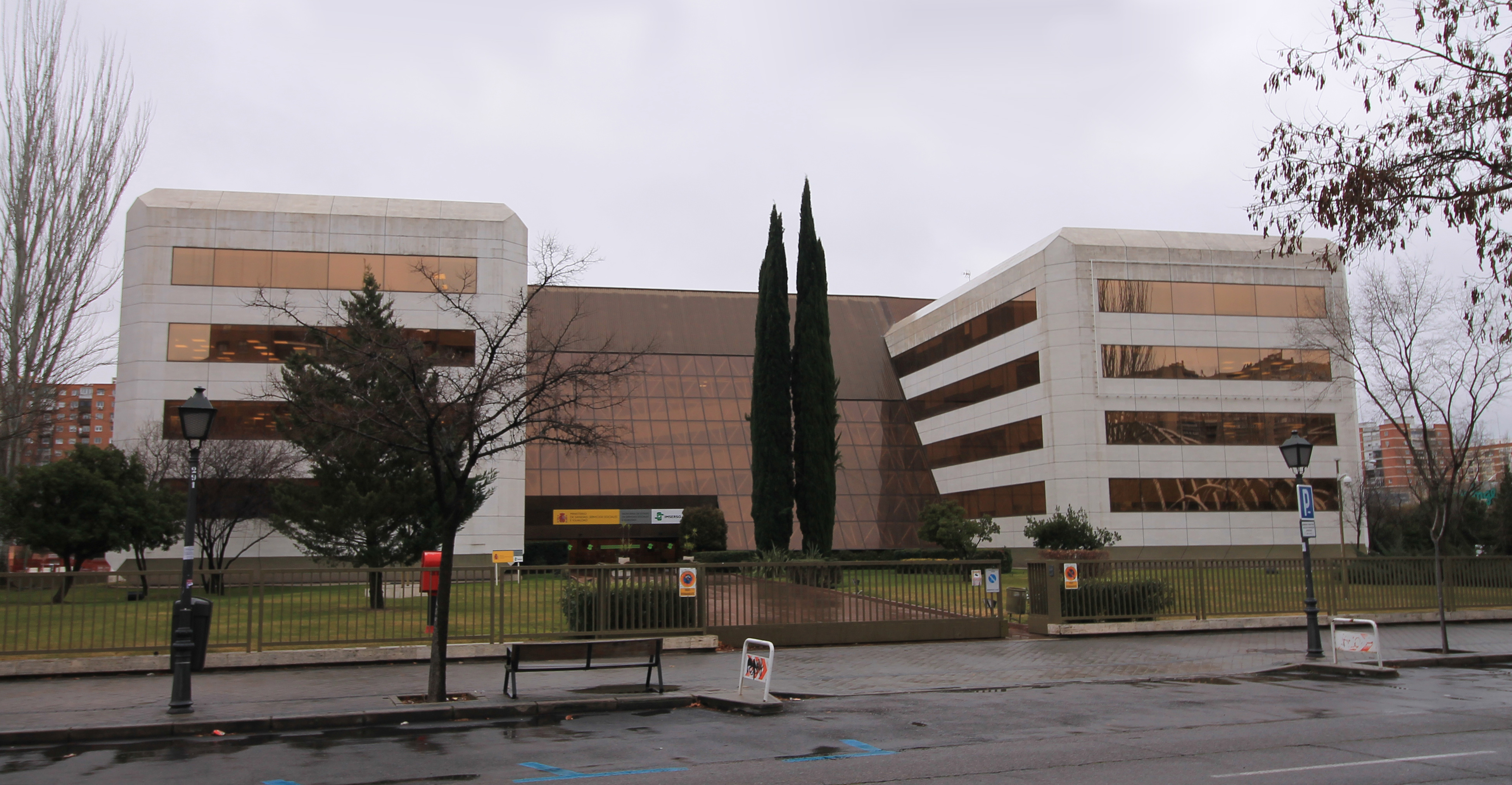
El IMSERSO, una de las principales instituciones españoles en la prestación de servicios sociales.

En 1985 se sustituye de forma definitiva el término beneficencia en la legislación, siendo sustituido por Acción Social. Esto se debe a que el concepto beneficencia se entendía como algo relacionado con la caridad privada y no con la acción social del Estado. Por esta misma razón, tres años después la histórica Orden de la Beneficencia se transformó en la actual Orden Civil de la Solidaridad Social. Al mismo tiempo, se crea el Ministerio de Asuntos Sociales, el primer departamento ministerial dedicado íntegramente a la acción social del Estado.
En 1996 aparece un nuevo campo de actuación en esta dirección general, que será recurrente hasta nuestros días. Se trata de la protección de los menores y la familia. En 1996 se refunden la Dirección General de Acción Social y la Dirección General de Protección del Menor y Familia, dando lugar a la Dirección General de Acción Social, del Menor y de la Familia.
Se mantendrán unidas hasta 2004. Entre 2004 y 2009, de forma independiente, adquirirán nuevas denominaciones de forma constante.
En 2020, recuperado un departamento para los asuntos sociales, ahora llamado Ministerio de Derechos Sociales y Agenda 2030, se lleva a cabo una nueva división competencial, pero diferente a las anteriores. Con esta nueva división, este órgano directivo, ahora llamado Dirección General de Diversidad Familiar y Servicios Sociales se queda con sus competencias tradicionales pero también con las relativas a las políticas familiares, mientras que la Dirección General de Derechos de la Infancia y la Adolescencia se integra únicamente por competencias sobre menores.

## Estructura
La Dirección General desarrolla sus funciones a través de tres subdirecciones generales:
- La Subdirección General de Servicios Sociales, a la que corresponde el ejercicio de las funciones enumeradas en los puntos 1 a 5 en materia de lucha contra la pobreza y la exclusión social, servicios sociales, el pueblo gitano y personas sin hogar, y 6 a 8 de la sección de «Funciones».
- La Subdirección General de Diversidad Familiar y Apoyo a las Familias, a la que corresponde el ejercicio de las funciones enumeradas en los puntos 1 a 5 en materia de protección y promoción de las familias y su diversidad e 9 de la sección de «Funciones».
- La Subdirección General de Promoción del Tercer Sector y del Voluntariado, a la que corresponde el ejercicio de las funciones enumeradas en los puntos 1 a 5 en materia de promoción del Tercer Sector y del Voluntariado y 10 a 13 de la sección de «Funciones».

## Lista de directores generales
La siguiente lista incluye todas las personas, con rango de director general, que asumieron la dirección sanitaria entre 1847 y la actualidad. No se incluyen aquellos que pudieran haber ostentado el cargo de forma interina.
| Titular                               | Mandato   |
| ------------------------------------- | --------- |
| Diego Martínez de la Rosa (1)         | 1847      |
| Manuel de Zarazaga (1)                | 1847-1850 |
| Carlos Espínola (1)(3)                | 1850-1853 |
| Manuel de Zarazaga (3)                | 1853      |
| Eugenio Moreno López (2)(1)           | 1853-1854 |
| Joaquín Íñigo (1)(2)                  | 1854-1856 |
| Eduardo González Pedroso (2)          | 1856-1857 |
| Juan de la Cruz Osés (2)              | 1857-1858 |
| Tomas Rodríguez Rubí (2)              | 1858-1864 |
| Miguel Zorrilla (2)                   | 1864      |
| José Luis Nacarino Brabo (2)          | 1864-1865 |
| José María Ródenas (2)                | 1865      |
| Francisco Botella y Andrés (3)        | 1865      |
| Valentín de los Ríos (3)              | 1865-1866 |
| José María Ródenas (2)                | 1866-1867 |
| Juan Cavero (2)                       | 1867-1868 |
| Mariano Ballestero y Dolz (1)         | 1868-1870 |
| José Peris y Valero (1)               | 1871      |
| Joaquín Bañón y Algarra (1)           | 1871-1872 |
| José Peris y Valero (1)               | 1872-1873 |
| Julián García-San Miguel (1)          | 1874      |
| Pedro Manuel de Acuña (1)             | 1874-1875 |
| Salvador López Guijarro (1)           | 1875      |
| Ramón de Campoamor (2)                | 1875-1878 |
| Antonio Guerola y Peyrolón (2)        | 1878-1879 |
| Federico Villalva (2)                 | 1879      |
| Castor Ibáñez de Aldecoa (2)          | 1879-1881 |
| Francisco Moreu Sánchez (2)           | 1881      |
| Luis de Rute Giner (2)                | 1881-1882 |
| Leandro Rubio Martínez (2)            | 1882      |
| Pedro Antonio Torres (2)              | 1882-1884 |
| Ezequiel Ordóñez (2)                  | 1884-1885 |
| Arcadio Roda Rivas (2)                | 1885      |
| Julián Zugasti y Sáenz (2)            | 1885-1886 |
| Teodoro Baró y Sureda (2)             | 1886-1890 |
| Carlos Castel y Clemente (2)          | 1890-1892 |
| Fernando Casani y Díaz de Mendoza (2) | 1892      |

| Titular | Mandato    |
| --- | ---------- |
| Suprimida entre 1892 y 1932. Funciones asumidas por la Dirección General de Administración.                                   |            |
| Emilio González López (3) | 1932-1933  |
| José Calviño Domínguez (3) | 1933       |
| Antonio Tuñón de Lara (3) | 1933       |
| Clara Campoamor (3)(4) | 1933-1934  |
| Julián Sanz de Grado (3)(4)                                                                                                   | 1934-1935  |
| Gerardo Carreras Bayarri (4)                                                                                                  | 1935       |
| José María Alarcón y Ruíz de Pedrosa (4)                                                                                      | 1935       |
| Arturo Fernández Noguera (3)                                                                                                  | 1936       |
| Felipe Jiménez Asúa (3) | 1936       |
| Ramón Frontera Bosch (3)(5)                                                                                                   | 1936       |
| José Mestre Puig (5) | 1937-1938  |
| Jaime Roig Padró (5) | 1938       |
| José Bonifaci Mora (5) | 1938-1939  |
| Claudina García Pérez (5) | 1939       |
| Javier Martínez de Bedoya (6)                                                                                                 | 1938-1939  |
| Manuel Martínez de Tena (6)                                                                                                   | 1939-1957  |
| Antonio María de Oriol (6) | 1957-1965  |
| José de Diego López (6) | 1965-1967  |
| Suprimida entre 1967 y 1974. Funciones asumidas por la Dirección General de Política Interior                                 |            |
| Gabriel Cisneros Laborda (5)(7)                                                                                               | 1976-1979  |
| Miguel Suárez Campos (7) | 1979       |
| José Ramón Caso García (7)(8)                                                                                                 | 1979-1981  |
| José Farré Morán (8)(9) | 1981-1982  |
| Teresa Mendizábal (9) | 1982-1983  |
| Patrocinio de las Heras (9)                                                                                                   | 1983-1990  |
| Gloria Martínez Tellería (9)                                                                                                  | 1990-1993  |
| María Teresa Mogín Barquín (9)                                                                                                | 1993-1996  |
| Suprimida entre 1996 y 2004. Funciones asumidas por la Dirección General de Acción Social, del Menor y Familia                |            |
| Manuel Porras Muñoz (10)(11)                                                                                                  | 2004-2007  |
| Juan Carlos Mato Gómez (11)(12)                                                                                               | 2007-2009  |
| Suprimida entre 2009 y 2020. Funciones asumidas por la Dirección General de Política Social, de las Familias y de la Infancia |            |
| Patricia Bezunartea Barrio (13)                                                                                               | 2020-pres. |

(1) Beneficencia, Corrección y Sanidad/Establecimientos penales, Beneficencia y Sanidad

(2) Beneficencia y Sanidad

(3) Beneficencia

(4) Beneficencia y Asistencia Social

(5) Asistencia Social

(6) Beneficencia y Obras Sociales

(7) Servicios Sociales

(8) Asistencia y Servicios Sociales

(9) Acción Social

(10) Servicios Sociales y Dependencia

(11) Inclusión Social

(12) Política Social

(13) Diversidad Familiar y Servicios Sociales